# هارتسبورگ، میسوری
هارتسبورگ (به انگلیسی: Hartsburg) یک روستا (ایالات متحده آمریکا) در ایالات متحده آمریکا است که در شهرستان بونی، میزوری واقع شده‌است.
 هارتسبورگ ۰٫۵۶ کیلومتر مربع مساحت و ۱۰۳ نفر جمعیت دارد و ۱۷۱٫۹۱ متر بالاتر از سطح دریا واقع شده‌است.